# Resacosix en Hispania
Resacosix en Hispania es el segundo sencillo de Mägo de Oz y del Álbum la Leyenda de la Mancha. 

En el año 1999 MÄGO DE OZ celebra sus diez años de andadura musical. 
La historia de esta emblemática banda es un ejemplo de teson, energía e ilusion ininterrumpida.
Toda una carrera que celebramos ofreciendo "RESACOSIX EN HISPANIA", un vídeo de mas de una hora de duración en el que podreis encontrar actuaciones en directo, videoclips, entrevistas..., y la cara mas curiosa de estos inefables musicos.
La banda mejor y mas honesta en estos últimos diez años.

Incluye los clips de los temas "HASTA QUE TU MUERTE NOS SEPARE","MOLINOS DE VIENTO", "MARITORMES" (versión acústica), "T'ESNUCARÉ CONTRA EL BIDÉ", "LO QUE EL VIENTO SE  LLEVÓ" (versíon 93)... Además de actuaciones en directo con canciones como "Santo Grial", "Jesús de Chamberí", y muchas sorpesas más
Extraido de la caratula trsera del VHS (DVD)

Este sencillo no fue lanzado como tal ya que fue incluido junto a un VHS del mismo nombre, que contenía un vídeo documental de la banda.
Según la banda decidieron lanzar este video documental por razón del décimo aniversario de la creación de la banda.
El vídeo tiene una duración de más de una hora, presenta aspectos de la vida de los miembros de la banda, sus diferentes formaciones, desde sus inicios hasta ese año, sus comienzos y sus primeras obras.
La cinta incluye, además, los videoclips de los temas Hasta que tu muerte nos separe, Molinos de viento, Maritornes (Versión acústica), T'esnucaré contra'l bidé, Lo que el viento se dejó y Judas, además de actuaciones en directo como El santo grial y Jesús de Chamberí.

## Lista de canciones
| CD  |                                     |          |  |
| N.º | Título                              | Duración |  |
| 1.  | «Resacosix en Hispania»             | 4:25     |  |
| 2.  | «Ancha es Castilla (Versión Metal)» | 3:54     |  |

## Ediciones
1999: Edición original en CD con formato digipak + VHS, publicado por Locomotive Music
2004: Reedición (no oficial) en CD + DVD, publicado por Locomotive Music
2004: Reedición (no oficial) en DVD, publicado por Locomotive Music